# Sliver (píseň)
„Sliver“ je skladba americké grungeové skupiny Nirvana. Je to také v pořadí druhý singl kapely, který vyšel v roce 1990. „Sliver“ je jediná vydaná skladba od Nirvany, na které hraje dočasný bubeník kapely Dan Peters z Mudhoney.

## Seznam skladeb
1. „Sliver“
2. „Dive“
3. „About a Girl“ (živě z 9. únor 1990, pouze na CD verzi)
4. „Spank Thru“ (živě z 9. únor 1990, pouze na CD verzi)